# 桂川パーキングエリア
桂川パーキングエリア（かつらがわパーキングエリア）は、京都府京都市南区久世東土川町の名神高速道路上にあるパーキングエリアである。道路公団民営化前は、名神高速道路内で唯一の財団法人道路サービス機構が運営するエリアであった。

## 概説
京都南IC - 吹田IC間の拡幅工事に伴って閉鎖されることとなった桜井パーキングエリア（さくらいパーキングエリア）の代替施設として新設された。規模は桜井PAの約2.5倍となり、上り線が1997年（平成9年）4月、下り線が1998年（平成10年）3月にそれぞれ開業した。
当PAは名称の由来となった桂川とは直線距離で1km強離れているが、支流の西羽束師川のすぐ東に位置する。
上り線が2021年（令和3年）11月1日、下り線が同年12月6日にそれぞれリニューアルオープンした。

### 桜井パーキングエリア
桜井PAは天王山トンネル - 梶原トンネル間、大阪府三島郡島本町桜井台にある大阪府立島本高等学校の北隣（上り線）と同町桜井三丁目にあるトッパンコミュニケーションプロダクツ大阪工場の西隣（下り線）にあった。
下り線の桜井PAは桂川移転前、一時的に高槻市内の短期代替施設に移転していたが、その場所は高槻JCTの用地に転用されている。
桜井PAの跡地は、上下線とも解体された上で、地盤も切土されており、現在は上り線左ルートの路肩に桜井PA入口の形跡が僅かに残っているのみとなっている。尚、上り線施設跡地は掘割されて広場（関係者以外は出入不可）に、下り線施設跡地は一般道になっている。

## 道路
- E1 名神高速道路

## 施設

### 上り線（名古屋・福井方面）
- 駐車場
  - 大型 49台
  - 小型 107台
  - 二輪 4台
  - トレーラー 3台
- トイレ[4]
  - 男性 大12（和式1・洋式11）、小17
  - 女性 41（和式4・洋式37）男児用小便器2
  - 車椅子用 2
  - ファミリー 1
- スナックコーナー・ショッピングコーナー（7:00 - 21:00）[3]
- テイクアウトコーナー（10:00 - 18:00）[3]
- 自動販売機
- 携帯電話充電器（7:00 - 21:00）
- 電気自動車用急速充電器（24時間）：要事前登録[5]
- ウェルカムゲート（駐車場 小型車9台・24時間）[6]

### 下り線（大阪・神戸方面）
- 駐車場
  - 大型 68台
  - 小型 117台
- トイレ[7]
  - 男性 大12（和式1・洋式11）、小17
  - 女性 39（和式3・洋式36）男児用小便器2
  - 車椅子用 2
  - ファミリー 1
- スナックコーナー・ショッピングコーナー（7:00 - 21:00）[3]
- テイクアウトコーナー（10:00 - 18:00）[3]
- 自動販売機
- 携帯電話充電器（7:00 - 21:00）
- 電気自動車用急速充電器（24時間）：要事前登録

## 隣
E1 名神高速道路
右ルート
(32-1)京都南JCT（予定） - (33,33-1,33-2)京都南IC - 桂川PA - （左右ルート分岐点） - (11)高槻JCT/IC
左ルート
(32-1)京都南JCT（予定） - (33,33-1,33-2)京都南IC - 桂川PA -（左右ルート分岐点） - (33-3)大山崎JCT/IC